# La Java de Broadway (album)
Cet article concerne l'album. Pour la chanson qui lui a donné son titre, voir La Java de Broadway (chanson).
Albums de Michel Sardou
Olympia 76 Je vole
Singles
1. Dix ans plus tôt
Sortie : 1977
2. La Java de Broadway
Sortie : octobre 1977
3. Comme d'habitude
Sortie : 1978

La Java de Broadway est le sixième album studio de Michel Sardou enregistré aux studios Condorcet et 92 et paru chez Tréma en 1977. Paru à l'origine sous le simple titre Sardou, il est généralement désigné sous le titre La Java de Broadway.

## Commentaire
Après La Vieille, album qui avait provoqué plusieurs polémiques l'année précédente, Sardou sort La Java de Broadway, album moins sulfureux et engagé que le précédent. L'opus révèle un Sardou plus intimiste, il chante Mon fils, Je suis l'homme d'un seul amour, C'est ma vie. L'album contient les hits La Java de Broadway et Dix ans plus tôt ; sur ce dernier Michel Sardou, affichant une volonté de calmer les esprits chante :
«  S'il y a des mots qui t'ont fait pleurer mon ange / et d'autres qui t'ont révoltée / S'il y a des idées quelquefois qui dérangent / j'en ai qui font danser / [...] »
L'album s'ouvre sur une reprise de Comme d'habitude, chanson au succès international que Sardou a refusée (dans une première mouture), avant que Claude François n'accepte de la chanter (sur un texte entièrement revisité) et en fasse le succès que l'on connait. La version de Sardou, moins rythmée, modifie le final en supprimant les vers :
« Comme d'habitude, on fera l'amour / comme d'habitude, on fera semblant comme d'habitude »
En 1982, cette même reprise sera utilisée (en introduction et à la fin), pour le sketch Maman de Michel et Jackie Sardou (album Il était là).

## Autour de l'album
- Référence originale : Tréma 310 040[1]

## Liste des titres
| No  | Titre                           | Paroles                          | Musique                          | Durée |
| --- | ------------------------------- | -------------------------------- | -------------------------------- | ----- |
| 1.  | Comme d'habitude                | Gilles Thibaut - Claude François | Jacques Revaux - Claude François | 4:06  |
| 2.  | La Java de Broadway             | Michel Sardou - Pierre Delanoë   | Jacques Revaux                   | 4:07  |
| 3.  | Dix ans plus tôt                | Michel Sardou - Pierre Billon    | Jacques Revaux                   | 4:56  |
| 4.  | Une drôle de danse              | Michel Sardou                    | Jacques Revaux                   | 4:23  |
| 5.  | Seulement l’amour               | Michel Sardou - Pierre Delanoë   | Jacques Revaux                   | 4:06  |
| 6.  | Mon fils                        | Pierre Delanoë                   | Michel Sardou                    | 3:48  |
| 7.  | Dixit virgile (Ad libitum)      | Michel Sardou - Pierre Delanoë   | Jacques Revaux                   | 3:37  |
| 8.  | Je suis l’homme d’un seul amour | Michel Sardou                    | Michel Mallory                   | 3:13  |
| 9.  | C’est ma vie                    | Michel Sardou - Pierre Delanoë   | Jacques Revaux                   | 4:30  |
| 10. | Qu’est-ce qu’il a dit ?         | Michel Sardou - Pierre Delanoë   | Jacques Revaux                   | 2:55  |
| 11. | Manie, manie                    | Michel Sardou - Pierre Delanoë   | Jacques Revaux                   | 3:45  |

### Crédits
- Arrangements : 
  - Guy Guermeur (titre 1)
  - Benoît Kaufman (titre 2)
  - Roger Loubet (titres 3, 5, 7, 9 et 11)
  - Hervé Roy (titres 4, 8 et 10)
  - Michel Bernholc (titre 6, accompagné par « Les Coll »)
- Prise de son : 
  - Studio 92 : Roland Guillotel (titres 1 à 4 et 6 à 10)
  - Studio Condorcet : F. et Jean-Marie Porterie (titres 5 et 11)
- Direction artistique : Jacques Revaux et Régis Talar
- Réalisation : Jacques Revaux